# Chiến hạm Vasa
Chiến hạm Vasa là một chiến hạm có thật trong lịch sử và trường hợp của chiến hạm này được ghi nhận như một case study điển hình của mọi thời đại về việc quản trị dự án và các hệ quả có thể có của nó.

## Sự kiện
Ngày 10 tháng 8 năm 1628, Chiến hạm mới nhất của Hải quân Vương thất Thụy Điển bắt đầu cuộc hành trình ngắn ngủi của mình. Chiến hạm Vasa mới đi được khoảng 1.300m và sau một gợn gió mạnh lật úp trên hải cảng Stockholm, làm 53 người chết. Chiến hạm này là dự án tốn kém nhất chưa từng thấy của Thụy Điển và đã mất tất cả.
Đây thực sự là một thảm hoạ quốc gia - Thụy Điển lúc đó đang trong cuộc chiến với Ba Lan và cần chiến hạm này cho mục đích chiến tranh. Tin tức chính thức về chuyện đắm tàu này trong tháng sau đó không đưa ra phán quyết giải thích tại sao chiến hạm này lại bị đắm, và không ai bị buộc tội.
Sau những cố gắng cứu hộ ban đầu, con tàu đã hầu như bị quên lãng cho đến tận khi Anders Franzen định vị được nó vào năm 1956.
Vào năm 1961, 333 năm sau ngày bị đắm, Vasa được trục vớt; chiến hạm được bảo tồn khá tốt bởi vì chỉ cần hàn gắn các trục và bơm sạch bùn và nước ra khỏi là nó đã nổi lên. Chính cảng là nơi ẩn náu, giúp cho con tàu thoát khỏi những cơn bão, và độ mặn thấp của Biển Baltic đã ngăn không cho các loài hà biển gặm nhấm và phá hủy. Ngày nay, chiếc thuyền vĩ đại này được đặt tại Bảo tàng Vasa (www.vasamuseet.se), gần nơi nó bị đắm.
Các nhà nghiên cứu đã phân tích Vasa và điều tra những tư liệu lịch sử liên quan đến việc xây dựng và đóng con tàu này. Nó chìm, tất nhiên, là do nó không chắc chắn. Lý do giải thích cho sự không chắc chắn, và được hạ thủy khi không chắc chắn có rất nhiều và rất khác nhau.

## Câu chuyện Vasa
Vào ngày 16 tháng 1 năm 1625, Vua Gustav II Adolf ra lệnh cho Đô đốc Fleming ký hợp đồng với nhà đóng tàu ở Stockholm là Henrik và Arend Hybertsson để thiết kế và giám sát việc xây dựng bốn con tàu. Henrik là chuyên gia đóng tàu và Arend là người quản lý kinh doanh. Họ đã ký hợp đồng thầu phụ với nhà đóng tàu Johan Isbrandsson để đóng những con tàu này theo sự chỉ đạo của họ trong thời gian 4 năm. Hai con tàu lớn với sống tàu cao 135 feet và hai con tàu nhỏ hơn với sống tàu cao 108 feet.
Dựa trên hàng loạt những thay đổi gây lẫn lộn và liên tục do nhà vua yêu cầu trong suốt mùa xuân và mùa hè 1625, Henrik yêu cầu gỗ sồi phải được lấy từ khu rừng của Vua để đóng hai con tàu lớn với sống tàu cao 135 feet và hai con tàu nhỏ hơn với sống tàu cao 108 feet.
Vào ngày 20 tháng 9, Hải quân Thụy Điển bị mất 10 chiếc tàu trong một cơn bão tàn khốc. Sau đó nhà vua yêu cầu 2 chiếc tàu nhỏ phải được đóng trước với thời gian gấp để thay thế hai trong số những con tàu mất tích. Công việc đóng tàu Vasa bắt đầu vào đầu năm 1626 theo kiểu một con tàu truyền thống nhỏ; nó được hoàn thành sau hai năm rưỡi dưới hình thức một con tàu cải tiến sau vô số những yêu cầu thay đổi trong suốt quá trình đóng.
Vào ngày 30 tháng 11 năm 1625, nhà vua thay đổi lệnh của mình, yêu cầu hai chiếc tàu nhỏ hơn phải dài 120 feet để chúng có thể mang nhiều vũ khí hơn: 32 khẩu súng nặng 24 pao trong một khối1 gắn liền với boong truyền thống ("24 pao" ám chỉ sức công phá của khẩu đại bác. Một khẩu 24 pounder nặng khoảng 3.000 pao.)
Henrik nghiên cứu vật liệu và thấy rằng ông ta có đủ gỗ để đóng một con tàu cao 111-feet và một con tàu cao 135-feet. Theo lệnh của nhà vua, dưới sự giám sát của Đô đốc Fleming, Henrik đã lắp sườn cho tàu cao 111 feet bởi vì có thể hoàn thành nhanh hơn là cái to hơn. Tuy nhiên tài liệu cho thấy không rõ là cái sườn tàu này ban đầu để dành cho con tàu cỡ này hay là ban đầu là dành cho con tàu cỡ 108 feet và sau đó được mở rộng cho cái cao 111 feet.

## Liên tục thay đổi về kỹ thuật
Sai lầm tiếp theo là không hề có đặc tính kỹ thuật gì cho sườn tàu được thay đổi sau đó. Sau khi con tàu Vasa với sườn tàu cao 111 feet được dựng xong, Vua Gustav biết Đan Mạch đang đóng một con tàu lớn với hai boong chứa súng, nhà vua liền yêu cầu nới rộng Vasa thành con tàu cao 135 feet với hai boong chứa súng (xem Hình 3). Chưa ai ở Thuỵ Điển, kể cả Henrik Hybertsson, lúc bấy giờ đã từng đóng một con tàu với hai boong súng như vậy. Do áp lực về thời gian, những người đóng tàu nghĩ rằng việc nới rộng tàu Cao 111 feet sử dụng những vật liệu đã được lập kế haọch cho đóng con tàu lớn hơn sẽ đắt đỏ hơn nhiều so với việc lắp đặt một cái sườn tàu mới cao 135 feet.
Sự tiến bộ trong kiến trúc tàu chiến từ một boong lên hai boong súng vào đầu thế kỷ 17 đã đánh dấu sự thay đổi trong các sách lược chiến tranh xuất hiện nhiều vào cuối những năm 1600 và 1700. Mục tiêu trở thành tàu có khả năng bắn vào cạnh tàu và làm chìm đối phương. Trước đó, các tàu chiến bắt đầu bằng loạt đạn vào tàu đối phương để chúng có thể đậu và neo tàu. Với mục đích này, những tàu chiến trước đó thường mang rất nhiều quân (khoảng 300).
Mặc dù hợp đồng với Hybertssons đã được chỉnh sửa (và đã được bảo quản), chưa ai tìm được những chi tiết kỹ thuật hay những bản vẽ phác thảo của chiến hạm Vasa 111 feet hay 135 feet, và không tài liệu liên quan nào (được lưu trữ tốt) có nhắc tới những bản vẽ này. Có vẻ như không ai dành thời gian chuẩn bị những chi tiết kỹ thuật, dựa trên những áp lực về thời gian và các tình huống khi chiến hạm Vasa được đóng. Thêm vào đó, chúng cũng không được chuẩn bị cho việc đóng con tàu dự kiến ban đầu cao 108 feet,
Bởi vì những kiểu tàu này dã được đóng thường xuyên trong nhiều năm và Hybertsson lại là một nghệ nhân đóng tàu đầy kinh nghiệm, làm việc với những người dđón tàu kinh nghiệm. Henrik Hybertsson có thể đã "nâng cấp" các chiều của con tàu 108 feet nguyên gốc để đáp ứng về yêu cầu về chiều dài và chiều rộng của con tàu 111 feet và sau đó phóng chúng lên thành phiên bản cao 135 feet của Vasa.
Cách ông ta tăng chiều cao của Vasa từ 111 feet lên 135 feet là cứng nhắc với chiều cao hiện tại của nó đã bao gồm ba mối ghép. Ông ta thêm một mối ghép thứ tư để kéo dài sườn tàu nhưng kết quả là sườn tàu mới thì lại mỏng so với chiều dài của nó và bề dày thì lại nông so với con tàu cùng cỡ đó.
Trợ lý của Hybertsson, Hein Jacobsson, sau dó nói rằng Vasa được đóng dày hơn một feet, 5 inches so với con tàu dự định ban đầu để phù hợp với hai boong. Tuy nhiên, sườn tàu dã được đóng và họ chỉ có thể thay đổi theo chiều dày ở phần trên của con tàu. Điều này đã làm tăng trọng tâm của trọng lực và làm tăng tính không bền vững của Vasa. Thuyền buồm thì cực kỳ nhạy với vị trí của trọng tâm của trọng lực; vài centimét cũng có thể gây ra sự thay đổi lớn.
Cũng như vậy, những người chuẩn bị cho cuộc hành trình đầu tiên của con tàu thấy rằng sườn tàu mỏng không đủ cung cấp chỗ cho việc chở hàng với khối lượng cần thiết cho một con tàu cao 135 feet. Độ mỏng của sườn tàu đòi hỏi thêm gỗ làm chắc, làm tăng thêm sự thiếu hụt về diện tích của khoang chở hàng.

## Chở nặng vũ khí hơn mức có thể
Số lượng và loại vũ khí được vận chuyển bởi chiến hạm Vasa được nâng cấp đã trải qua rất nhiều lần sửa đổi. Ban đầu, con tàu cao 111 feet định chở 32 khẩu 24-pao. Sau đó, phiên bản cao 135 feet phải chở 36 khẩu 24 pao, 24 khẩu 12-pao, 8 bom mortar 48-pao, và 10 khẩu nhỏ hơn. Sau một loạt những thay đổi tiếp tục, Vasa phải mang 30 khẩu 24-pao ở boong dưới và 30 khẩu 12-pao ở boong trên. Cuối cùng, nhà Vua yêu cầu Vasa mang 64 khẩu 24-pao —32 khẩu ở mỗi boong — cộng thêm vài khẩu nhỏ hơn (một vài tài liệu nói rằng số lượng yêu cầu là 60 khẩu 24-pao).
Chỉ mang loại pháo 24 pao có ưu điểm là sẽ có nhiều lực phá huỷ hơn và cho phép chuẩn hoá một loại quân trang, giá súng, thuốc súng và các thiết bị khác. Tuy nhiên, boong trên phải mang trọng lượng tăng thêm của các khẩu 24-pao thay thế các khẩu 12-pao trong diện tích chật hẹp, làm tăng thêm trọng tâm của trọng lực. Cuối cùng, chiến hạm Vasa được hạ thủy với 48 khẩu 24 pao (mỗi boong một nửa), bởi vì lý do thuộc về lỗi của các nhà cung cấp vũ khí làm chậm lại việc vận chuyển thêm vũ khí đúng hạn Đợi thêm vũ khí sẽ làm ảnh hưởng đến yêu cầu 

## Áp lực thời gian
Nhà vua yêu cầu phải hạ thủy con tàu càng nhanh càng tốt. Một chứng minh nữa về áp lực thời gian là chất lượng đúc các vũ khí này rất thấp. Chúng có thể bị hỏng (nổ) trong trận thủy chiến.
Những nghệ nhân đóng tàu đã lắp ráp và trạm trổ chiến hạm Vasa mà không hề có các chi tiết kỹ thuật hay thiết kế rõ ràng, theo cách truyền thống đã tồn tại qua nhiều năm. Nhà vua yêu cầu rằng con tàu được trang trì với hàng trăm hình chạm khắc, mạ vàng theo các chủ đề kinh thánh, truyền thuyết, lịch sử. Chiến hạm Vasa có ý nghĩa vượt trội hơn so với con tàu mà Đan Mạch đang đóng; không chi phí nào còn dư, khiến cho Vasa là một trong những con tàu đắt giá nhất thời bấy giờ. Tuy nhiên, nghệ thuật chạm khắc nặng nề trên gỗ sồi đã làm tăng trọng lực của trọng lực và làm tăng tính không chắc chắn.

## Cái chết của người đóng tàu
Henrik Hybertsson bị ốm nặng vào năm 1626 và chết vào năm 1627, một năm trước khi hoàn thành xong Vasa. Trong suốt năm ngã bệnh ốm, ông đã chia sẻ sự giám sát công việc với Jacobsson và Isbrandsson. Nhưng theo các tài liệu lịch sử, sự quản lý công việc rất kém. Sự phân công trách nhiệm không rõ ràng và thông tin không rõ ràng; bởi vì không hề có những chi tiết kỹ thuật cụ thể, những thời điểm quan trọng, hay bản vẽ, do đó rất khó cho Jacobsson để hiểu và thực hiện kế hoạch không được ghi lại của Hybertsson. Thông tin giữa Hybertsson, Jacobsson, và sbrandsson rất nghèo nàn. Điều này đã làm chậm thêm việc hoàn thành con tàu.
Đô đốc Fleming yêu cầu Jacobsson (trợ lý của Hybertsson) chịu trách nhiệm hoàn thành công việc sau khi Hybertsson chết. Vào lúc đó và trong suốt năm sau, khoảng 400 người chia thành năm nhóm làm việc trong thân tàu, chạm trổ, lắp ráp, vũ khí và khoang hàng - cuối cùng với một chút, nếu có, thông tin hoặc điều phối giữa họ. Đây là lực lượng nhân công lớn nhất tham gia vào một dự án ở Thuỵ ĐIển tính đến thời điểm lúc bấy giờ. Không hề có bằng chứng nào cho thấy Jacobsson chuẩn bị bất cứ kế hoạch được lưu trữ nào sau khi chịu trách nhiệm hoàn thành con tàu.

## Các sai lầm xung quanh việc dùng buồm
Phương pháp đo các yếu tố của thuyền buồm không được biết tới, do đó các thuyền trưởng phải học cách điều khiển thuyền bằng cách thử nghiệm vừa làm vừa học. Vasa là con tàu lộng lẫy nhất nhnưg chắc chắn không phải là con tàu duy nhất bị chìm trong suốt thế kỷ 17 và 18. TÍnh toán và đo đạc cho thấy từ năm 1961 cho thấy Vasa rất không chắc chắn và chắc chắn bị lật úp khi đuôi tàu nghiêng hơn 10 độ; nó không thể chịu được cơn gió tốc độ 8 hải lý. (9 dặm/giờ) Những tính toán gần đây cho rằng con tàu sẽ bị lật với cơn gió 4 hải lý. Việc gió nhẹ khi bắt đầu cuộc hành trình đầu tiên (và cũng là cuối cùng) được chứng minh bằng sự thật là thủy thủ phải căng buồm bằng tay khi hạ thủy.
Lieutenant Petter Gierdsson thực hiện một điều tra chính thức vào tháng 9/1628: "Thời tiết không đủ mạnh để kéo buồm, mặc dù các kỹ thuật khác vẫn trơn tru. Do đó, họ phải kéo buồm ra và chỉ cần một người là đủ để giữ buồm"
Trong suốt quá trình điều tra, một vài nhân chứng nhận xét rằng Vasa "nặng hơn ở phía dưới", nhưng không ai tiếp tục theo đuổi câu hỏi tại sao và thế nào mà Vasa lại nặng ở phái trên. Không ai nhắc tới trọng lượng của boong thứ hai, vũ khí và các thiết bị khác. Vào những ngày đó, hầu hết mọi người (kể cả các chuyên gia) đều cho rằng một chiến hạm càng cao và càng ấn tượng, cùng với càng nhiều vũ khí càng lớn thì càng khó phá huỷ được.

## Cuộc thử nghiệm độ bền thất bại trước khi hạ thủy
Thuyền trưởng Hannson (thuyền trưởng của con tàu) và một thủy thủ cốt cán tiến hành một thử nghiệm độ bền trước sự chứng kiến của Đô đốc Fleming. Bài kiểm tra độ "lắc" gồm 30 người đàn ông chạy từ bên này sang bên kia của lòng tàu. Sau ba lần thử của những người đàn ông này, cuộc thử nghiệm phải dừng lại vì con tàu lắc kinh khủng đến nỗi nếu không dừng cuộc thử nghiệm lại, con tàu sẽ bị lật. Con tàu không thể vững được bởi vì không có chỗ để thêm hàng phía dưới sàn của giá đỡ. Trong bất cứ trường hợp nào, trọng lượng tăng thêm cũng sẽ làm cho boong dưới gần hoặc thấp hơn mực nước của con tàu. Vasa được dự tính sẽ chở 120 tấn hàng; do vậy nó cần gấp đôi diện tích đó để đứng vững.
Việc Vasa được hạ thủy với những vấn đề về độ bền trên là kết quả của sự chia sẻ thông tin kém. Hơn nữa, sức ép từ Vua Gustav để hạ thủy con tàu càng sớm càng tốt, và lúc đó nhà vua đang ở Ba Lan để tiến hành chiến tranh (và do vậy không thể tham vấn nhà vua được). Và sự thật là không ai đề xuất việc làm cho con tàu vững chãi hơn.
Chứng cứ tại cuộc điều trần chính thức cho thấy Jacobsson, nghệ nhân đóng tàu và Isbrandsson người đóng tàu, không có mặt ở buổi kiểm tra độ bền của tàu và không biết gì về kết quả của buổi thử nghiệm đó. Người lái thuyền, Matsson, kể rằng Đô đốc Fleming đổ lỗi cho anh ta là mang quá nhiều hàng, lưu ý rằng "các lỗ pháo rất sát với mặt nước!" Mattson sau đó tuyên bố đáp lại rằng, "Chúa ban cho chiếc tàu sự đứng vững trên đôi chân của mình ". Và Đô đốc trả lời: "Người đóng tàu đã đóng tàu xong và ông không nên lo lắng".
Liệu Đô đốc Fleming và thuyền trưởng Hannson có cố tình che giấu kết quả cuộc thử nghiệm hay không? Nhà vua đã yêu cầu Vasa được hoàn thành trước 25/7 và "nếu không, những người chịu trách nhiệm sẽ bị cắt chức ". Hành trình ngắn ngủi của Vasa vào ngày 10/8 chỉ diễn ra sau đó hai tuần. Người ta cho rằng, sau cuộc thử nghiệm thất bại đó, Đô đốc Fleming than rằng, "Vua mà ở đây thì chết mất".
Đến nay, Chiến hạm Vasa là một bảo tàng thuộc loại lớn nhất ở Thụy Điển.